# Верхнеармянская Хобза
Верхнеармянская Хобза — село в Лазаревском районе муниципального образования город-курорт Сочи Краснодарского края России. Входит в состав Верхнелооского сельского округа. Большинство населения — армяне.

## География
Село находится в западной части края, в предгорной зоне Причерноморского побережья, в долине реки Лоо, примерно в 4 км от побережья Чёрного моря. Рельеф местности в основном холмистый с ярко выраженными колебаниями относительных высот.

## История
Согласно Закону Краснодарского края от 1 апреля 2004 года № 679-КЗ село Верхнеармянская Хобза вошло в состав образованного муниципального образования город-курорт Сочи.

## Население
| 2002 | 2010 |
| ---- | ---- |
| 490  | ↗570 |

Национальный состав
Согласно результатам переписи 2002 года, в национальной структуре населения армяне составляли 81 % от 490 жителей.

## Инфраструктура
Социальные объекты в населённом пункте отсутствуют. Развит туризм.

## Транспорт
Доступен автомобильный транспорт. Остановка автобусного маршрута 151 (на декабрь 2019).